# Argia cuprea
Argia cuprea – gatunek ważki z rodziny łątkowatych (Coenagrionidae). Występuje na terenie Ameryki Północnej, Ameryki Południowej i Ameryki Środkowej.